# Palpomyia paulistensis
Palpomyia paulistensis är en tvåvingeart som beskrevs av Lane 1947. Palpomyia paulistensis ingår i släktet Palpomyia och familjen svidknott. Inga underarter finns listade i Catalogue of Life.